# Tserents
Tserents (arménien : Ծերենց), né Hovsep Chichmanian (arménien : Յովսէփ Շիշմանեան) le 16 septembre 1822 à Constantinople (Empire ottoman), et mort le 1er février 1888 à Tiflis (Empire russe), est un écrivain arménien, considéré comme le fondateur du roman historique dans cette langue, avec Raffi.

## Biographie
Tserents naît dans une famille arménienne catholique de Constantinople le 16 septembre 1822. A l'âge de 10 ans, il part pour étudier au séminaire du monastère San Lazzaro degli Armeni (Italie) de l'ordre des pères mékhitaristes de 1831 à 1837. Il se lie d'amitié avec un autre étudiant, Léonce Alishan. À la fin de ses études il renonce à devenir moine et retourne à Constantinople. Il part poursuivre des études de médecine à Paris de 1848 à 1853 où il se voit imprégné par les idées de la révolution de février 1848. Durant cette période il est professeur au collège arménien Samuel Moorat de Paris, dirigé par les pères mékhitaristes. Il revient à Constantinople en 1853 où il s'implique dans les cercles intellectuels des Arméniens occidentaux prônant un réveil du nationalisme arménien alors sous domination ottomane. Ensuite, il vit plusieurs années en exil à Chypre, travaillant comme enseignant et médecin d'État. C'est là qu'il commence à écrire des romans historiques sur les luttes passées de héros arméniens. En 1878, il s'installe à Tiflis (actuelle Géorgie, alors sous domination russe) avec sa fille et travaille comme professeur au collège arménien de Nercessian. Durant cette période, en tant que médecin, il visite Van, Alashkert, Basean et d'autres villes d'Arménie occidentale.
En 1884 sa fille meurt, ce qui l'affecte beaucoup. Tserents, dont la santé s'est détériorée, meurt d'un accident vasculaire cérébral en 1888 à Tiflis. Il est enterré dans cette même ville au panthéon arménien de Tbilissi, Khojivank.

## Œuvre
Avec Raffi, Tserents est considéré comme étant le fondateur du roman historique arménien,. Son œuvre participe à la redécouverte de l'histoire de l'Arménie par les élites intellectuelles et à la prise de conscience d'un sentiment national arménien au XIXe siècle. Durant la période Stalinienne, la censure soviétique inscrit ses romans dans la liste des ouvrages interdits à partir de 1936, les considérant comme dangereux. Les nombreuses rééditions de ses œuvres, tant en Arménie que dans la diaspora à travers le monde, reflètent la popularité de celles-ci et l'importance de l'héritage littéraire de Tserents.
Le roman Thoros, fils de Lévon (1877) est consacré aux événements tragiques de l'histoire du royaume arménien de Cilicie au XIIe siècle. Son roman le plus connu, La genèse du IXe siècle (1879), reflète la lutte de libération du peuple arménien contre le califat abbasside au IXe siècle. Enfin, le roman Théodoros Rechtouni (1881) raconte les combats du personnage historique éponyme au VIIe siècle pour unifier les principautés arméniennes face à l'Empire byzantin et aux conquêtes arabes.

## Publications
- (hy) [Թորոս Լևոնի [« Thoros, fils de Lévon »], Tiflis, 1877, 1881, 1901. Rééditions: Constantinople, 1911 ; Boston, 1917 ; Alep, 1933 ; Beyrouth, 1935, 1980 ; Le Caire, 1939.
- (hy) Երկունք թ դարու [« La genèse du IXe siècle »], Tiflis, 1879. Rééditions: Beyrouth, 1936 ; Le Caire, 1940 ; Erevan, 1941.
- (hy) Թեոդորոս Ռշտունի [« Théodoros Rechtouni »], Tiflis, 1881. Rééditions : Constantinople, 1911 ; Beyrouth, 1936, 1982 ; Le Caire, 1944.